# Cocs acicular
Cocsul acicular este un cocs de petrol înalt cristalizat, utilizat în producția de electrozi pentru industria oțelului și aluminiului și este deosebit de valoros, deoarece electrozii trebuie înlocuiți periodic. Cocsul este produs exclusiv în CCSF (Cracare Catalitică în Strat Fluidizat) fie limpezit din petrol, cărbune sau smoală de gudron.
Singura fabrică din Europa ce a produs cocs acicular până în 1997 a fost Rafinăria Dărmănești.